# Montalt
Montalt, también conocido como Mont Alt, es una localidad actualmente despoblada situada en la comarca del Campo de Morvedre en la provincia de Valencia, España. Fue un lugar del Señorío de Albalat de Taronchers y Segart (1379-1835) y que actualmente está situado en el término municipal de Albalat de Taronchers. 

## Historia
El 30 de agosto de 1482 Jaime de Blanes vendió los lugares de Albalat de Taronchers, Segart, Comediana y Montalt a Juan Castellens de Villarrasa por 228.000 sueldos. La población posiblemente fue despoblada en el siglo XVIII.

## Descripción general
El despoblado se ubica en el Mont Alt o La Rodana, junto al río Palancia, en el margen derecho. La cima del monte es de litología caliza y tiene una grieta que la corta en dirección este/oeste. Se aprecian gran cantidad de estructuras en la cima del monte, así como la excavación de una habitación perteneciente a la fase medieval del yacimiento.
Tiene una visibilidad amplia y se pueden apreciar los yacimientos de la Edad del Bronce (1600-1100 a. C.) del Barranco de Segart, el Barranco de la Malachita o de Santo Espíritu y la cuenca del Bajo Palancia.